# Ɇ
Ɇ (minúscula: ɇ) es una letra del alfabeto latino, formada a partir de la E con la adición de una barra diagonal a través de la letra. Está presente en la ortografía de la lengua mazahua, donde se usa para representar [ɛ].

## Codificación
| Carácter      | Ɇ                           | Ɇ                           | ɇ                         | ɇ                         |
| ------------- | --------------------------- | --------------------------- | ------------------------- | ------------------------- |
| Unicode       | LATIN CAPITAL E WITH STROKE | LATIN CAPITAL E WITH STROKE | LATIN SMALL E WITH STROKE | LATIN SMALL E WITH STROKE |
| Codificación  | decimal                     | hex                         | decimal                   | hex                       |
| Unicode       | 582                         | U+0246                      | 583                       | U+0247                    |
| UTF-8         | 201 134                     | C9 86                       | 201 135                   | C9 87                     |
| Ref. numérica | &#582;                      | &#x246;                     | &#583;                    | &#x247;                   |

- Datos: Q648411
- Multimedia: Ɇ / Q648411